# زلمار باگه
زلمار باگه (آلمانی: Selmar Bagge؛ ‏ ۳۰ ژوئن ۱۸۲۳ – ۱۶ ژوئیهٔ ۱۸۹۶) آهنگساز، موسیقی‌دان، موسیقی‌شناس و استاد موسیقی اهل آلمان بود.
زلمار باگه دانش‌آموختهٔ هنرستان موسیقی پراگ و از شاگردان بدریخ دیویس وبر بود. وی مدت ۲ سال نوازندهٔ اول ویولنسل در لویو بود. پس از بازگشت به وین، تئوری موسیقی را نزد زیمون زشتر آموخت و استاد دانشگاه موسیقی و هنرهای نمایشی وین شد. او یکی از نخستین کسانی بود که در وین موسیقی شومان و برامس را تبلیغ و ترویج کرد. او از سال ۱۸۶۸ رئیس آکادمی موسیقی شهر بازل شد و در آنجا موسیقی‌شناسی درس می‌داد. زلمار باگه تا پایان عمر در بازل ماند.